# 音速バスター DANGUN弾
『音速バスターDANGUN弾』（おんそくバスターダンガンだん）は、てしろぎたかしによる日本の漫画作品。『月刊コロコロコミック』（小学館）にて、2000年6月号から2004年2月号まで連載されていた。タミヤのダンガンレーサーを主題としている。単行本全8巻。

## ストーリー
主人公の隼音弾は、凄腕のレーサーであった父親を持つ少年。弾は父の愛機フラッシュトリガーで多数のDANGUNバトルをして、強くなっていく。

## 登場人物
隼音 弾（しおん だん）
この作品の主人公。父を超えるレーサーとなることを夢見ている。普段は気弱だがレースになると性格が変わる。
神奈川県内にある団子島の海里小学校5年生。
第40話で包茎を露出させている。
使用マシン：フラッシュトリガー→ブレイブトリガー→ダイナトリガー
隼音 迅（しおん じん）
弾の父親。「レコードブレーカー」を操る凄腕レーサーだったが、ネバダ州のブロックロック砂漠でスピードの世界記録に挑戦中、事故で命を落とす。その時音速を超えて「何かが見えた」と弾に語り息絶えた。
月野 翔（つきの かける）
弾の仲間。病弱ではあるが、レーサーとしての腕前は確か。弾を音速の世界に導いた。
神奈川県内にある団子島の海里小学校5年生。父親の歩はNASAの航空技師。
使用マシン：ゴーストフォース→シューティングフォース
沖田 虱（おきた しらみ）
弾の仲間。
神奈川県・来夢小学校6年生。
使用マシン：サーフローラー→ウェーブレイザー
隠 錦之介（なばり きんのすけ）
弾の仲間。腕前は確かだが、お調子者で頭は良くない。実はかなりのおぼっちゃまで、隠財閥の御曹司。高所恐怖症。
横須伽旭南小学校6年生。
使用マシン：スーパーサーフローラー→スナイパージャック
神 一馬（みわ かずま）
弾の仲間。代々流鏑馬の達人である神家の末裔。自分のマシンを分身させたように見える幻覚を起こさせる「神眼」を使う。話の終盤ごろに髪型が坊主になる。
湘南渚小学校6年生。
使用マシン：ハイパーゴーストフォース→ミラージュアロー
多胡博士（たこはかせ）
弾をサポートする博士で、ダンガンレーサーの開発者。髪の毛はヅラである。
カントク
話の中盤に出てくる、弾たちのコーチ。迅とは知り合いだった。外見はただの酔っ払い親父のようだが、選手の育成能力にはとても優れている。彼の信条は「ダンガンの魂（ソウル）」で作中何度か発言したが、具体的にどういったのか多くは語らず、錦之介にいたっては「魂（ソウル）」を韓国の首都「ソウル」と思い込みキムチばかり食べていた際は呆れていた。名前は話の中で一切明かされなかった。
英国総監督（イギリスチーフディレクター）
カントクの古くからの知り合いで、弾にダイナトリガーを託す。
百目鬼 慧（どうめき けい）
シリーズ序盤の強敵。天生の手下。卑劣な性格で、翔のマシンを破壊し、実の弟である反町レオを負傷させた。弾との対決で敗れマシンごと爆破された。初めは弟思いの優しい兄だったが、ダンガンレースで優勝を逃したため他のメンバーから弟と共にいじめを受けた。それを助けてくれた天生を慕い、組織「STARS」に入って訓練を受けているうちに性格が変貌してしまった。
使用マシン：ストライクリボルバー
反町 レオ（そりまち れお）
百目鬼の弟。兄と共にいじめを受けている所を助けられた天生の組織「STARS」に入るが、方針を疑問に感じて脱退。その後、性格の変わってしまった兄を元に戻そうとするが敗れた。
使用マシン：ロードジャベリン
天生 星（あもう しょう）
敵の組織「STARS」の首領。勝負に負けた部下には制裁を加える、冷酷な性格。最終回で弾と対決。勝負に敗れた後、どこかへと立ち去っていった。IQ200の天才児で、それ故に小学校では教師やクラスメートから避けられ、孤立していた。唯一の居場所がダンガンレーサーだったが、ダンガンが強い彼を妬んだ仲間に「天才だから勝つのは当然」と言われて迫害を受け、性格が変貌してしまった。
使用マシン：ストライクスコーピオン

## ゲームソフト
タイトルは「激走ダンガンレーサー音速バスターDANGAN弾」。2001年10月12日発売。プラットフォームはゲームボーイカラー、発売元はイマジニア。ダンガンレースのシミュレーションゲームで、ゲームオリジナルの人物も登場する。